# Le Camp spécial no 7
Pour plus de détails, voir Fiche technique et Distribution.
Le Camp spécial N° 7 (Love Camp 7) est un film américain de nazisploitation, sorti en 1969. 

## Fiche technique
- Titre original : Love Camp 7
- Titre français : Le Camp spécial N° 7
- Réalisation : Lee Frost (en)
- Scénario : Bob Cresse
- Pays d'origine : États-Unis
- Genre : drame
- Date de sortie : 1969

## Distribution
- Bob Cresse : Commandant
- Maria Lease :  Linda Harman
- Kathy Williams : Grace Freeman
- John Alderman : Capitaine Robert Calais
- David F. Friedman : Colonel Max Kemp

## Censure
Il a été interdit de commercialisation en vidéo au Royaume-Uni par le British Board of Film Classification, ainsi qu'en Nouvelle-Zélande.
En France, ce film fut interdit de 1972 à 1979.